# Bunker Strausberg (Deutsche Post)
Der Bunker Strausberg der Deutschen Post, auch als „Objekt 17/201 – Führungsstelle des Zentralstabes der DP in Strausberg“ bezeichnet, war ein Knotenpunkt des Fernmeldenetzes der DDR und war im Rahmen der Errichtung des GSN (Grundnetz des Staatlichen Nachrichtenwesens der DDR) und des Sondernetzes 1 von großer Bedeutung.

## Standort
Er wurde im Dienstobjekt der Deutschen Post der DDR in Strausberg in der Garzauer Straße errichtet. Seine Projektierung erfolgte Ende der 1970er, seine Errichtung reichte bis in die erste Hälfte der 1980er Jahre. Projektierung, Inbetriebnahme und Nutzung erfolgten im Rahmen der Investitionspläne der Deutschen Post.
Der Bunker hat zwei Etagen mit einer Gesamtnutzfläche von rund 8500 m². Seine Grundfläche beträgt ca. 65 × 65 m. Die Errichtung erfolgte im Rahmen von Maßnahmen des Ausbaus des alten Fernmeldenetzes der DDR aus der Nachkriegszeit zum Grundnetz des staatlichen Fernmeldewesens der DDR sowie der Errichtung des „Integrierten Stabsnetzes der Partei- und Staatsführung der DDR und der bewaffneten Organe“, im allgemeinen Sprachgebrauch als „Sondernetz 1“ bezeichnet.
Er ist nicht zu verwechseln mit dem Bunker Strausberg des Ministeriums für Nationale Verteidigung.

## Damalige Nutzung
Der Bunker war in erster Linie ein Nachrichtenbunker, im Spannungsfall auch Führungsbunker. Als Nachrichtenbunker sicherte er als Nachrichtenzentrale 2, oder als Hauptvermittlungsstelle 2 des Sondernetzes 1, oder auch als Schalt- und Betriebszentrale (SBZ) 2 des Sondernetzes 1 die Versorgung aller Kommandoebenen und Dienststellen im Zentrum der militärischen Führung der NVA, einschließlich des Operativen Führungszentrums, war fernmeldetechnisch mit der Hauptnachrichtenzentrale des MfNV, dem Bunker Harnekop als Hauptführungsstelle des MfNV, dem Bunker Garzau als Operatives Rechenzentrum der NVA und weiteren Einrichtungen verbunden.
Die Funktionen des Bunkers waren bestimmt von den unterschiedlichen Aufgaben, die er gleichzeitig wahrzunehmen hatte. Im Bereich des Post- und Fernmeldeamtes Strausberg der Deutschen Post der DDR sicherte er als Übertragungsstelle 1 der Deutschen Post die Bereitstellung aller Fernmeldeverbindungen in die Fern- und Ortsnetzebene.
Als Führungsbunker war er vorbereitet:
- für den Minister für Post- und Fernmeldewesen der DDR
- für die Schaltorganisation des Sondernetzes 1, die Zentralstelle für Schaltung und Betrieb (ZfSB), die in der Stufe der ständigen Gefechtsbereitschaft ihre Verwaltung und Diensträume im Stabsgebäude der Hauptnachrichtenzentrale des MfNV hatte.

Nach der Wende wurde das Gelände von der Deutschen Telekom genutzt. Eine Nutzung des Bunkers durch die Bundeswehr bis 1995 ist ebenfalls nachweislich, danach wurde der Bunker verschlossen.

## Heutige Nutzung
Seit dem Jahr 2018 bemüht sich der gemeinnützige Verein Orte der Geschichte e.V. um eine Umwidmung des Bunkers. Ziel ist eine Nutzung als außerschulische Lern- und Bildungsstätte und einem Ort der Begegnung für kreative Köpfe sowie für historisch interessierte Personen. Dabei sollen in Form von unterschiedlichen Kunst-, Kultur- und Ausstellungsprojekten, historische Vorgänge aufgegriffen und einem Publikum präsentiert werden.Geplant ist unter anderem die Nutzung des mehrere Hundert Meter langen Zugangstunnels zum Bauwerk als eine Galerie, sowie die weitere schrittweise Öffnung des gesamten Bauwerkes für die Öffentlichkeit. Am 31. August 2019 konnten, seit dem Verschluss des Bauwerkes vor über 25 Jahren, erstmals Besucher den Bunker besichtigen.
Seit 2017 befindet sich im ehemaligen Wasserwerk das Strausberger Theater Die Andere Welt Bühne.

## Bilder

Ehem. Dienststelle der DP in Strausberg, Garzauer Straße
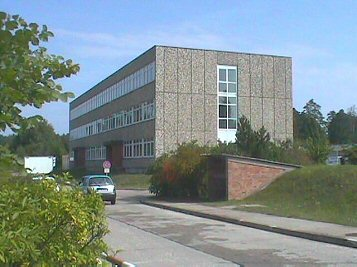
Verwaltungsgebäude der DP, Garzauer Straße
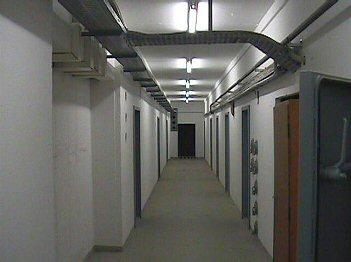
Kellergeschoss im Verwaltungsgebäude der DP
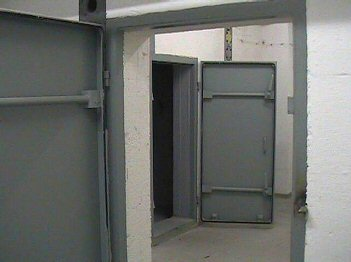
Zugang in den ca. 200 m langen Bunkerstollen
Die alte Übertragungsstelle 1 der DP in Strausberg
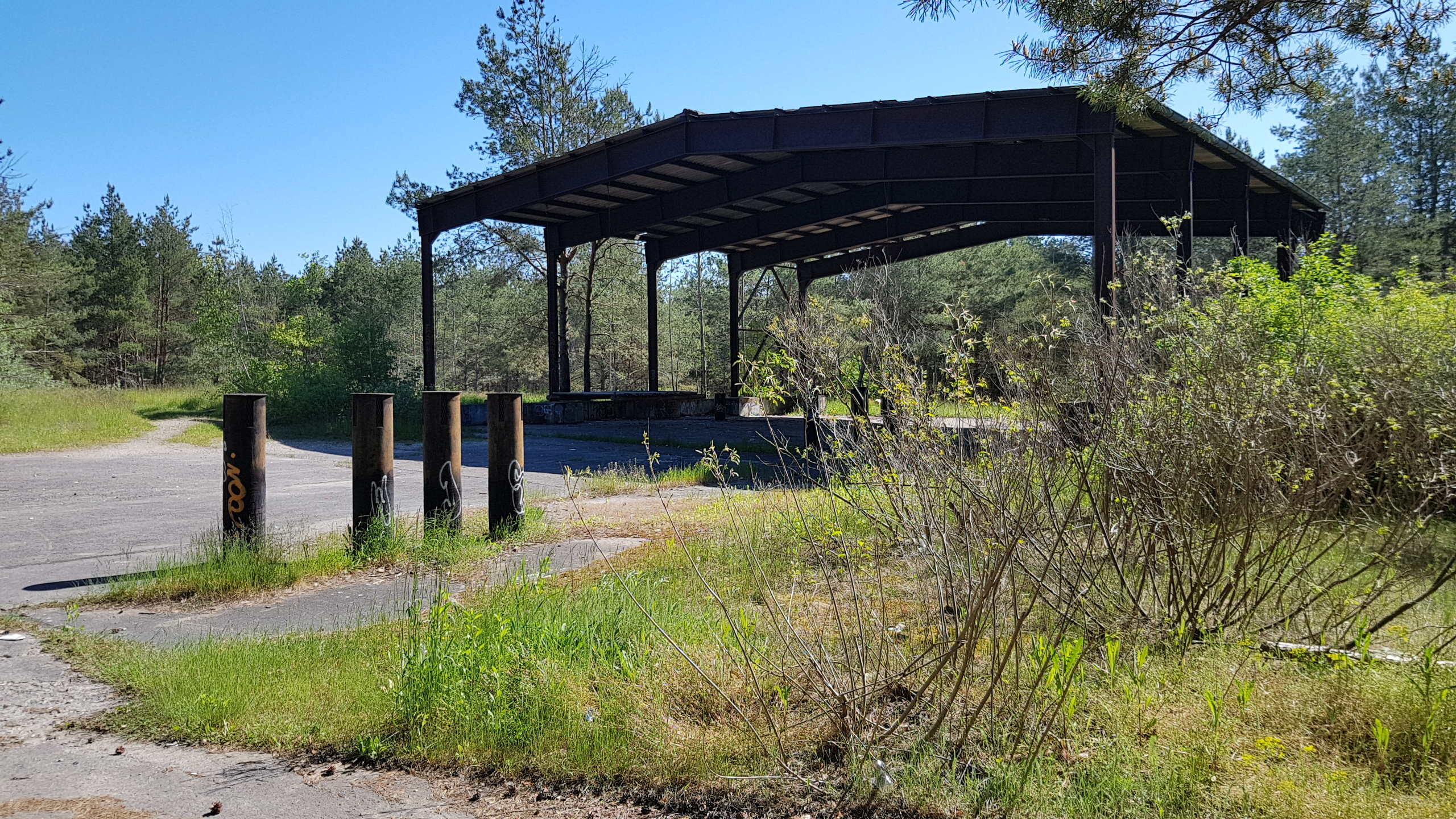
Oberfläche des Postbunkers in Strausberg